# Martesa
Martesa (comercialitzada internacionalment com The Marriage) és una pel·lícula de drama romàntic de Kosovo del 2017 dirigida per Blerta Zeqiri. Va ser seleccionada com a entrada de Kosovo per a l'Oscar a la millor pel·lícula de parla no anglesa als Premis Oscar de 2018, però no va ser nominada.

## Argument
Abans del casament de Bekim i Anita, l'amic i antic amant gai de Bekim, Nol, torna de l'estranger.

## Repartiment
- Alban Ukaj com a Bekim
- Adriana Matoshi com a Anita
- Genc Salihu com a Nol

## Recepció
A Rotten Tomatoes, té una puntuació del 75% basada en 8 crítics, amb una puntuació mitjana de 8/10.